# Gerlach Adolph von Münchhausen
Le baron Gerlach Adolph von Münchhausen, né le 5 octobre 1688 à Berlin et mort le 26 novembre 1770 à Hanovre, est un homme d’État de l'électorat de Brunswick-Lunebourg. Ministre et Geheimer Rat, membre du conseil de l'électeur George II, il fut le premier curateur de l'université de Gœttingue en 1734. Il est nommé premier ministre par l'électeur George III en 1765.

## Biographie
Né à Berlin, il est le fils du baron Gerlach Heino von Münchhausen (1652-1710), chambellan du « Grand Électeur » Frédéric-Guillaume de Brandebourg puis connétable du roi Frédéric Ier. Membre de la noble famille Münchhausen, il est un oncle du « baron de Crac » Karl Friedrich Hieronymus  von Münchhausen et du botaniste Otto von Münchhausen.
De 1707 à 1711, il étudie le droit aux universités d'Iéna, de Halle et d'Utrecht, avec Burkhard Gotthelf Struve, Christian Thomasius et Johann Peter von Ludewig pour professeurs. Son travail sur le droit constitutionnel est soutenu par Nikolaus Hieronymus Gundling et Justus Henning Böhmer. 

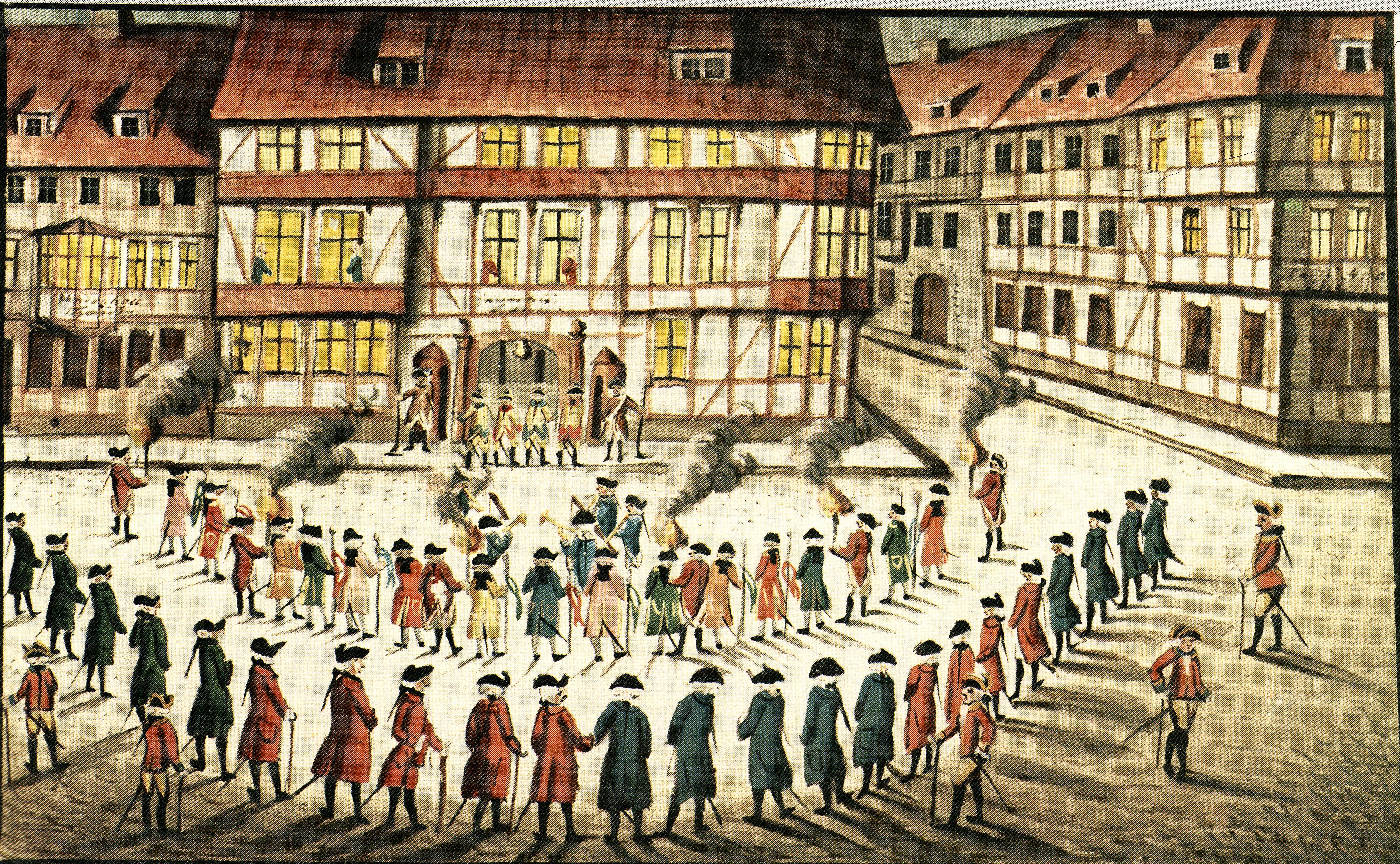
Inauguration de l'université de Gœttingue, 1737.

Il remplit, entre autres fonctions, celles de conseiller à la cour d’appel de Celle à partir de 1714, de membre du conseil de régence de l'électorat de Brunswick-Lunebourg (1728), et de curateur de l’université de Gœttingue (1732). Il est chargé de diverses missions diplomatiques, dont celle d'envoyé électoral à la Diète perpétuelle d'Empire siégeant à Ratisbonne. Conseillé par Johann Jacob Moser, il est présent lors des élections de Charles VII (1742) et de François Ier (1745).
Président de la chambre électorale dès 1753, il essaya en vain d'exclure Brunswick-Lunebeourg de la guerre de Sept Ans, lorsque l'électeur George II rejoignit Frédéric II de Prusse. Après la bataille de Hastenbeck, le 26 juillet 1757, les troupes françaises sous le commandement de Louis-François-Armand de Vignerot du Plessis occupent une grande partie de l'électorat et le baron de Münchhausen a dû négocier durement pour atténuer les conséquences. 
L'électeur George III le nomme premier ministre en 1765. Le baron se concilie, pendant les cinq années qu’il conserve le pouvoir, l’affection des Hanovriens par la douceur de ses procédés gouvernementaux. C’est un esprit éclairé, grand protecteur des sciences et des lettres, qui contribue puissamment à la prospérité et à la haute réputation de l’université de Gœttingue.